# Santo Condestável
Santo Condestável é uma parte da cidade e antiga freguesia portuguesa do concelho de Lisboa, com 1,03 km² de área e 15 257 habitantes (2011). Densidade: 14 812,6 hab/km².
Foi uma das 12 freguesias criadas pela reorganização administrativa da cidade de Lisboa de 7 de fevereiro de 1959, por desanexação da freguesia de Santa Isabel.
Como consequência de nova reorganização administrativa, oficializada a 8 de novembro de 2012 e que entrou em vigor após as eleições autárquicas de 2013, foi determinada a extinção da freguesia, que se agregou novamente a Santa Isabel e passou a integrar a nova freguesia de Campo de Ourique. Assim, na prática, esta reorganização veio restaurar, sob designação diferente, a freguesia de Santa Isabel existente antes de 1959.

## População
★ Freguesia criada pelo decreto-lei nº 42.142, de 07/02/1959
| 1960   | 1970   | 1981   | 1991   | 2001   | 2011   |
| 39 199 | 31 131 | 29 612 | 22 186 | 17 553 | 15 257 |

 Grupos etários em 2001 e 2011			

|     | 0-14 anos    | 15-24 anos   | 25-64 anos   | 65 e + anos  |
| Hab | 1870 \| 1886 | 1958 \| 1316 | 8748 \| 7759 | 4977 \| 4296 |
| Var | +1%          | -33%         | -11%         | -14%         |

## Património
Segundo o SIPA, o património arquitectónico existente na freguesia é o seguinte[carece de fontes?]:
- Bairro de Campo de Ourique
- Cemitério Alemão
- Cinema Europa
- Colégio Salesiano - Oficinas de São José e Igreja de Nossa Senhora Auxiliadora
- Edifício na Rua Azedo Gneco 36
- Edifício na Rua Ferreira Borges 97
- Edifìcio na Rua Professor Gomes Teixeira ou Presidência do Conselho de Ministros
- Edifício na Rua Saraiva de Carvalho 131-143
- Edifício na Rua Saraiva de Carvalho 242-246 ou Edifício de A Tentadora
- Escola Industrial Feminina Josefa de Óbidos ou Escola Secundária Josefa de Óbidos
- Escola Secundária Manuel da Maia
- Igreja do Santo Condestável
- Jardim da Parada dos Prazeres ou Jardim dos Prazeres
- Jardim da Praça do Santo Condestável
- Jardim Teófilo Braga ou Jardim da Parada
- Mercado Municipal de Campo de Ourique

### Galeria de imagens

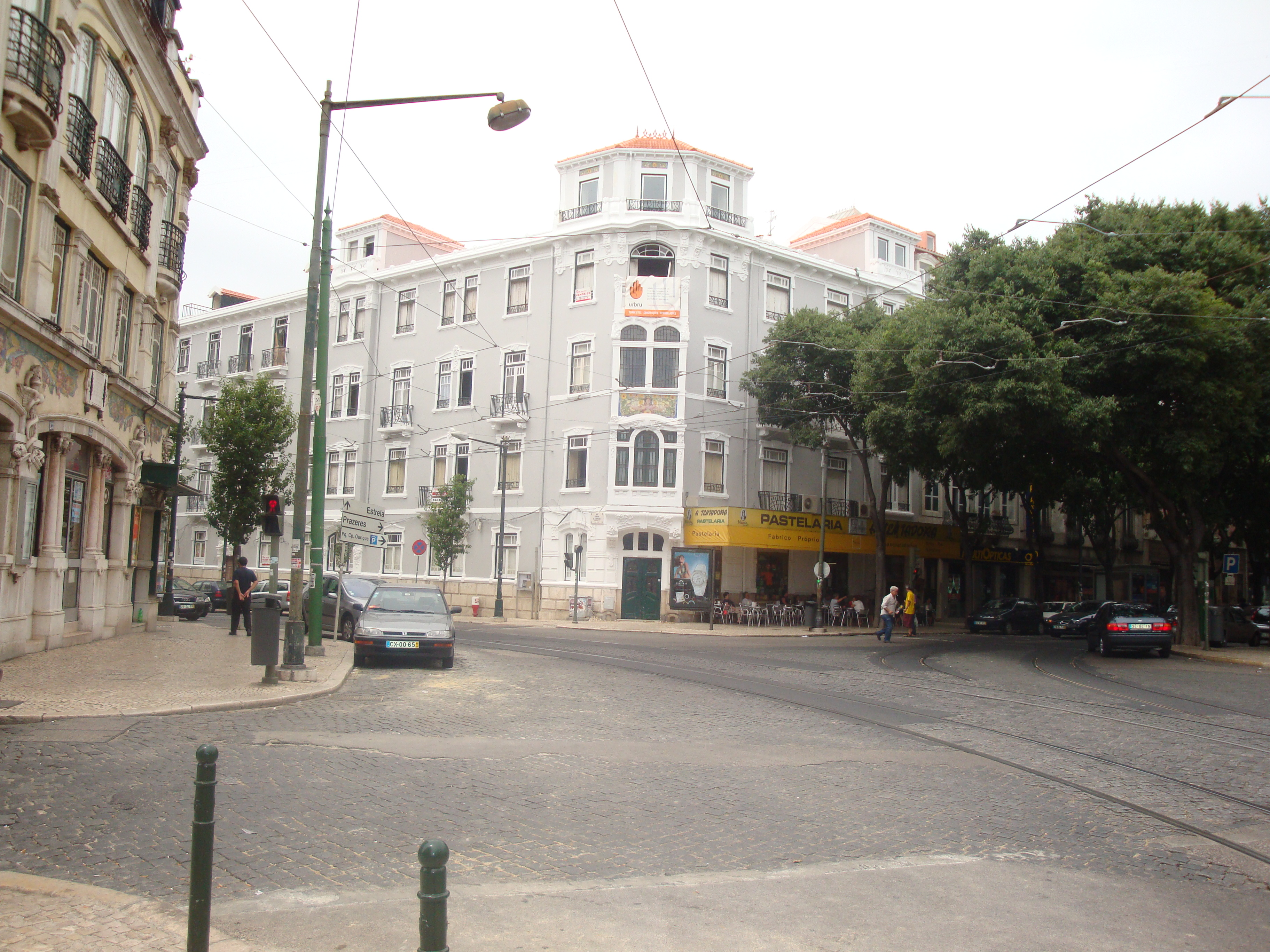
Fachada do Prédio de A Tentadora
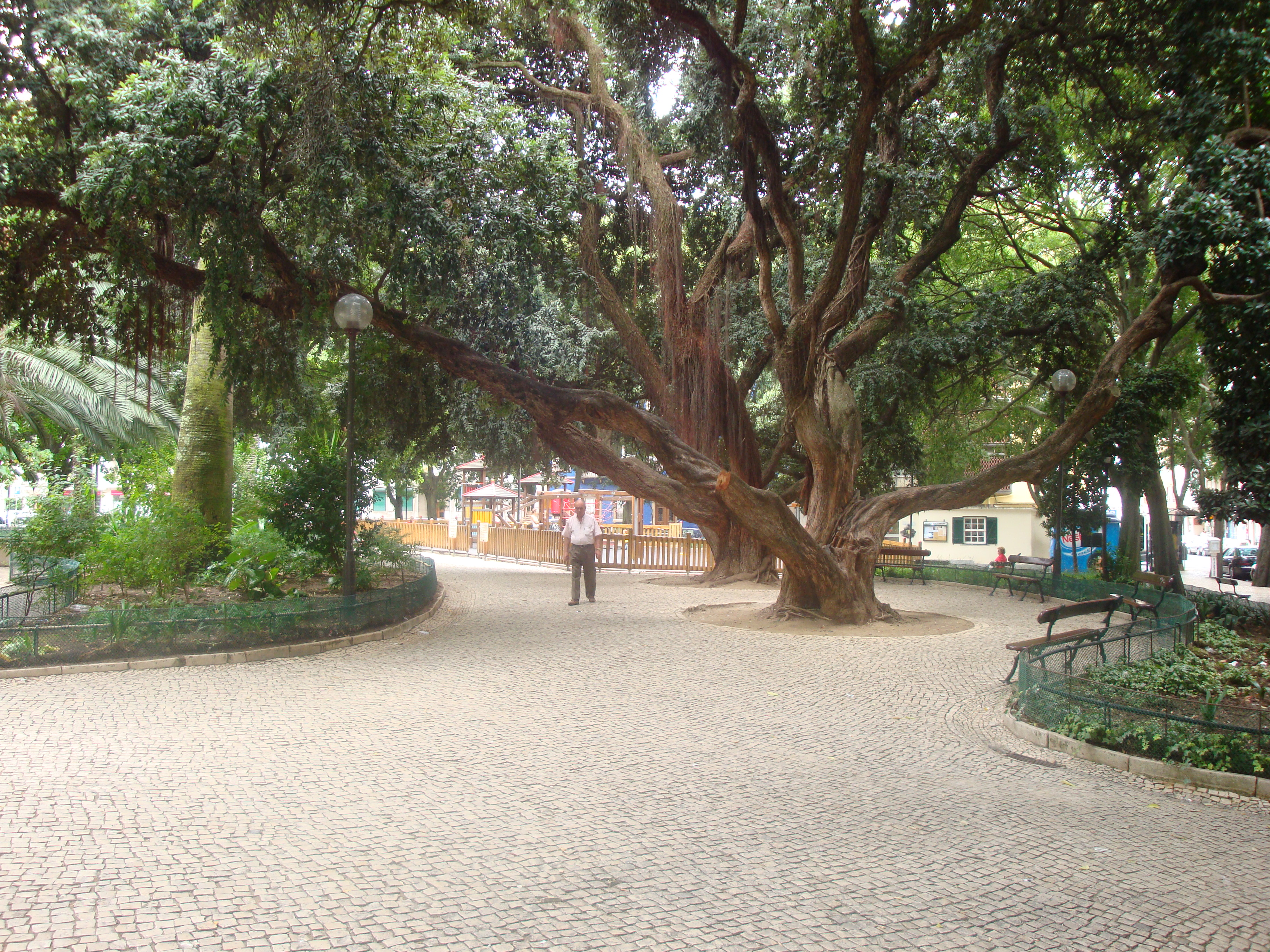
Vista do Jardim da Parada, com duas árvores da espécie Metrosideros excelsa em destaque
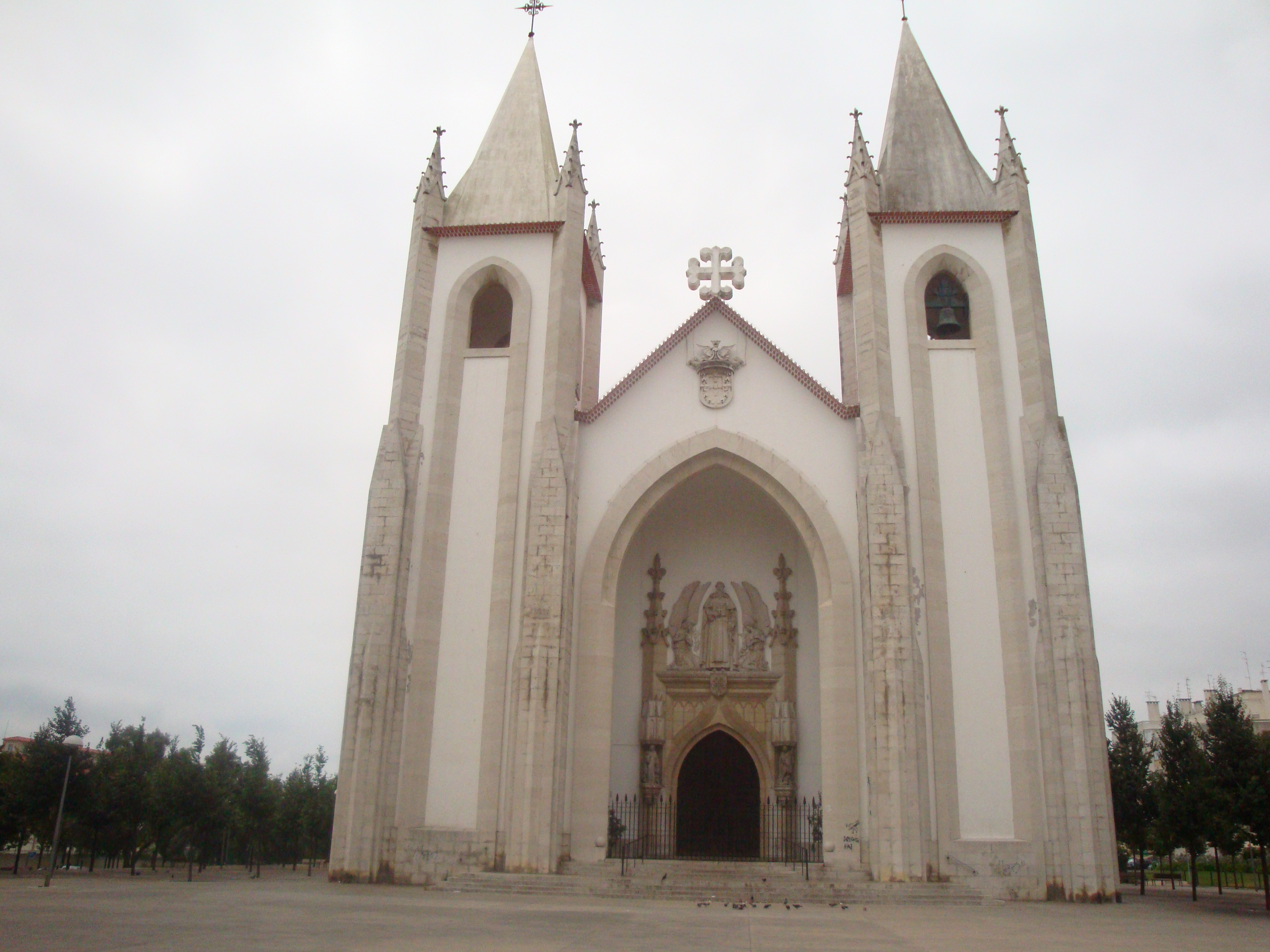
Igreja do Santo Condestável
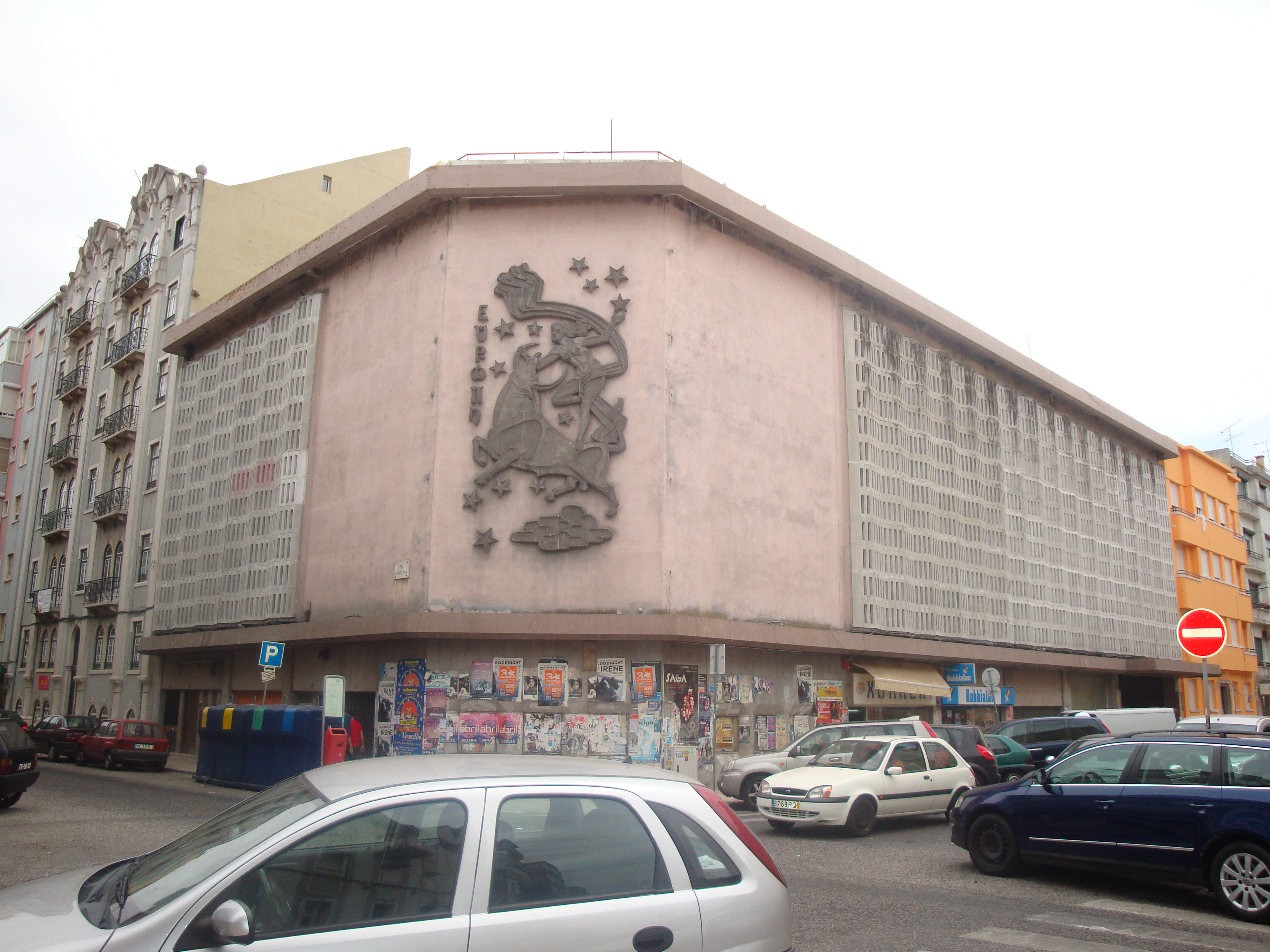
Cinema Europa (demolido em 2010)

### Património Vegetal

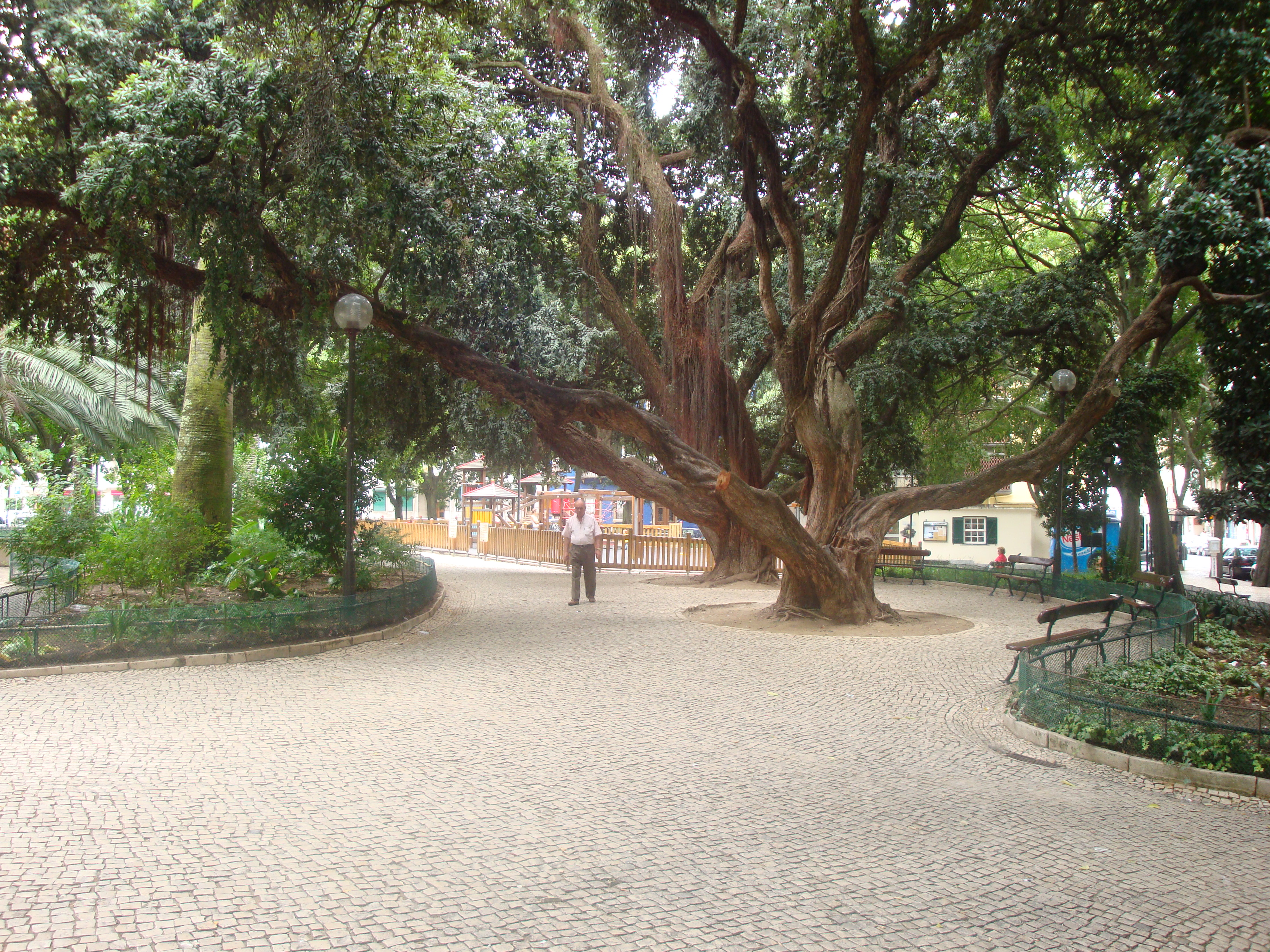
Vista do Jardim Teófilo Braga, com duas árvores da espécie Metrosideros excelsa em destaque

Existem na freguesia 4 árvores isoladas consideradas Árvores de Interesse Público[carece de fontes?], todas elas localizadas no Jardim Teófilo Braga
- Taxodium distichum - taxódio ou cipreste-dos-pântanos - processo:
- Sequoia sempervirens - sequóia - processo:
- Metrosideros excelsa - árvore-do-fogo ou árvore-de-natal-da-nova-zelândia - processo:
- Metrosideros excelsa - árvore-do-fogo ou árvore-de-natal-da-nova-zelândia - processo:

## Arruamentos
A freguesia do Santo Condestável continha 45 arruamentos. Eram eles:
| - Avenida de Ceuta - Avenida Engenheiro Duarte Pacheco - Beco da Pedreira da Caneja - Beco do Fogueteiro - Escadinhas dos Terramotos - Estrada dos Prazeres - Praça Afonso do Paço - Praça São João Bosco - Rua Almeida e Sousa - Rua André Brun - Rua Azedo Gneco - Rua Bombeiro Catana Ramos - Rua Carlos da Maia - Rua Coelho da Rocha - Rua Coronel Ribeiro Viana | - Rua Correia Teles - Rua Costa Pimenta - Rua da Quinta do Loureiro - Rua de Infantaria 16 - Rua do Arco do Carvalhão - Rua do Campo de Ourique - Rua do Patrocínio - Rua do Quatro de Infantaria - Rua dos Sete Moinhos - Rua Fernando Assis Pacheco - Rua Ferreira Borges - Rua Francisco Lacerda - Rua Francisco Metrass - Rua Freitas Gazul - Rua Gervásio Lobato | - Rua Guilherme Anjos - Rua Luís Derouet - Rua Maria Pia - Rua Padre Francisco - Rua Pereira e Sousa - Rua Possidónio da Silva - Rua Professor Gomes Teixeira - Rua Sampaio Bruno - Rua Saraiva de Carvalho - Rua Silva Carvalho - Rua Tenente Ferreira Durão - Rua Tomás de Anunciação - Travessa de Campo de Ourique - Travessa do Bahuto - Travessa dos Prazeres |

Existem ainda outros 27 arruamentos reconhecido pela Câmara, mas não geridos directamente por esta[carece de fontes?]:
| - Pátio do Cambaia (Alto dos Sete Moinhos, 9) - Pátio do Fogueteiro (Beco do Fogueteiro, 7) - Pátio dos Artistas (Rua Coelho da Rocha, 69) - Pátio Benedites (Rua do Arco do Carvalhão, 88) - Pátio do André (Rua do Arco do Carvalhão, 214) - Vila Martins (Rua do Arco do Carvalhão, 300) - Vila Sousa (Rua do Arco do Carvalhão, 206) - Pátio do Serra (Rua Quatro de Infantaria, 64) - Pátio do Severino (Rua Quatro de Infantaria, 74) - Pátio do Pataco (Rua Quatro de Infantaria, 54) - Pátio do Garrido (Rua dos Sete Moinhos, 76) - Pátio do Ribas (Rua dos Sete Moinhos, 69) - Pátio Ventura Fernandes (Rua dos Sete Moinhos, 63) - Pátio do Ventura (Rua dos Sete Moinhos, 69) | - Rua Particular (Rua dos Sete Moinhos, 69) - Vila Agostinho Lourenço (Rua Guilherme Anjos, 1) - Casal Evangelista (Rua Maria Pia, 146A) - Casal Viúva Teles - Casal do Evaristo de Cima (Rua Sampaio Bruno) - Pátio do Guilherme (Rua Saraiva de Carvalho, 191) - Pátio Dias / Pátio Costa (Travessa de Campo de Ourique, 15) - Pátio Sequeira (Travessa de Campo de Ourique, 45) - Pátio Venceslau (Travessa de Campo de Ourique, 21) - Vila Alves (Travessa de Campo de Ourique, 33) - Vila Costa (Travessa de Campo de Ourique, 27) - Vila Rosário (Travessa do Bahuto, 37) - Vila José Martins (Travessa dos Prazeres, 11) |